# Austrocedrus chilensis
Austrocedrus chilensis – gatunek zimozielonych drzew z rodziny cyprysowatych (Cupressaceae). Reprezentuje monotypowy rodzaj Austrocedrus. Występuje w Chile w regionach Biobío i Los Lagos oraz w Argentynie w Questrihue. Rośnie w podgórskich i górskich lasach i zaroślach do wysokości 2400 m n.p.m. Jest gatunkiem narażonym na wymarcie ze względu na pozyskanie w celu produkcji drewna i zmniejszanie się jego zasobów. Rzadko bywa uprawiany w ogrodach botanicznych.

## Morfologia

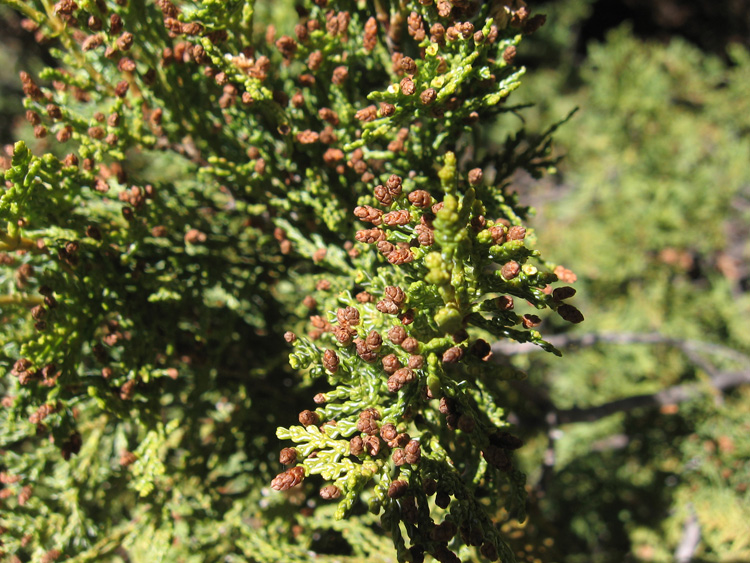
Strobile męskie

PokrójDrzewo o wąskiej koronie osiągające do 30 m wysokości. Pień żłobiony, nisko rozgałęzia się na kilka silnych konarów. Kora ciemnobrązowa lub szaromiedziana, łuszczy się falistymi płatami. Młode rośliny mają sinozielony kolor. Końcowe rozgałęzienia pędów są spłaszczone i gęste, gałęzie rozrastają się szeroko a ich rozgałęzienia skierowane są do przodu.
LiścieDwojakiego kształtu (dimorficzne), wyrastają w czterech rzędach i nachodzą na siebie. Łuskowe liście środkowe osiągają tylko 0,8 mm długości, są tępe i zaopatrzone są w wyraźny gruczołek przy wierzchołku. Liście brzeżne są dłuższe – osiągają od 1,5 do 4,5 mm długości, mają kształt łódeczkowaty, są zaostrzone i zagięte na szczycie.
Organy generatywneMikrosporofile (każdy z trzema workami pyłkowymi) skupione po 8-10 w kuliste lub owalne strobile osiągające do 3 mm długości. Strobile żeńskie są owalne i osiągają 1,2–1,5 cm długości. Składają się z dwóch par łusek, z których tylko wyższa para jest płodna.
NasionaPowstają po 1–2 na płodnych łuskach (makrosporofilach). Każde nasiono zaopatrzone jest w dwa wąskie i nierówne skrzydełka.